# Геласий (архиепископ Великоустюжский)
Архиепископ Геласий (?, Суздаль — 4 (14) октября 1684) — епископ Русской православной церкви, архиепископ Великоустюжский и Тотемский.

## Биография
Родился в городе Суздале.
С октября 1678 года — архимандрит Хутынского Варлаамова монастыря.
12 марта 1682 года посвящён в архиепископы во вновь учрежденную Великоустюжскую епархию.
Поставленный «на новое место», Геласий должен был озаботиться устройством для себя двора и всей архиерейской обстановки и обеспечением кафедры материальными средствами. Уже 31 марта он подал Царю челобитную о пожаловании «домовых вотчин», указывая на то, что «к дому Пресвятыя Богородицы крестьян ни единого двора, пашен и сенных покосов ничего не дано, и к домовому строенью и ко всяким службам взять некого».
В мае 1682 года Геласий сделал распоряжение об устройстве в соборной церкви архиерейского места, «амбона» и помоста брусового «для ходу от собора ко двору владычню».
Продолжая жить в Москве, Геласий разослал по епархии «богомольные грамоты» с предписанием «молить Бога» за вступивших на престол Царей Иоанна и Петра.
В Устюге между тем кипела работа на новом архиерейском дворе: строили хоромы, погреба, службы, «мшили мохом столовую избу и келью святительскую», «волочили землю» на потолки, разводили огороды. На монастырях и церквах «для приезду святительского» правили хлебные запасы; особенное внимание было обращено на заготовление питей, то «варили пиво на приезд святого владыки», то «мед владычень ставили», то «курили вино», то «владычнее пиво в погреб спускали». Вербовался и архиерейский штат, дети боярские, сторожа, конюхи, дававшие обязательство «жить в архиерейском доме смирением и кротостию и никакой порухи в архиерейском доме не учинить»; организовывался и «Архиепископль Разряд», то есть главная архиерейская канцелярия.
11 октября 1682 года Геласий прибыл в Великий Устюг. Духовенство поднесло ему образ Прокопия и Иоанна, Устюжских Чудотворцев, и «в почесть» разнообразные дары, состоявшие из свежих рыб, икры, яиц, 2 голов сахара по 7 фунтов, 50 лимонов, 1 фунта перца, 4 фунтов сорочинского пшена, 2 золотников шафрана и белых и чёрных коврижек. Подносились дары в почесть и прибывшим с владыкой зятю его Ивану Андрееву и племяннику Евфимию.
В 1682 году по его грамоте построен храм в честь Владимирской иконы Божией Матери.
На первых же порах Геласий предпринял обзор епархии, ездил «на Двину» и особенно озаботился искоренением раскола, разослав указы о том, чтобы «разведывать накрепко об отметниках» и «по новоисправной на раскольников книге Увету наставлять их ко благочестию». Продолжались хлопоты и по устройству архиерейского хозяйства.
15 мая 1683 года Устюжской кафедре был пожалован в Устюжском уезде погост Благовещенский с деревнями и «со всякими угодьи». Но Геласий не сошёлся с Устюжским воеводой, которым как раз во время учреждения на Устюге епархии был новокрещен немец генерал-поручик Афанасий Фёдорович Траурнихт. Правоверие Траурнихта казалось весьма сомнительным архиепископу тем более, что крестовый воеводский поп подал сказку о том, что во время божественного пения Траурнихт «положить на стол подушку и на ней лежит грудью и говорит в книгу не нашего языка… указных поклонов не кладет и крестообразно не крестится». Воевода, в свою очередь, сумел повредить архиерею при отказе архиерейскому дому пожалованной вотчины. «Они, воевода и дьяк, — жаловался Геласий Царям, — ваш, Великих Государей, указ и грамоту презрили и, ругаясь мне, богомольцу вашему, для своих корыстей и многих взятков… из отказных заручных книг многия деревни… велели вычернить и написать иные новые книги не против прежних».
Геласий пробыл на епархии всего два года. Устюжане в своей челобитной 1684 году дали весьма хороший отзыв о его архиерейской деятельности: «И, будучи на Устюге, он, Геласий архиепископ, исправляет по чину и по подобию и все доброе строит с великим опасением и потщанием; от божественного писания к монастырям и церквам Божиим имеет попечение и рассмотрение чинит великое во архимандритах и игуменах, и церковный чин исправляет и от всякого зла наказует и унимает, а злую раскольную ересь искореняет; которые люди были в том раскольном капидонстве (последователи раскольника старца Капитона) ово учением, ово умолением ко исповеди приступили и ныне с нами во христианстве живут». Надо, впрочем, иметь в виду, что челобитчики просили вотчин для кафедры и имели побуждение преувеличить заслуги архиерея.
Геласий умер 4 октября 1684 года и был погребен в Устюжском Успенском соборе. После его смерти чёрный дьякон Макарий подал извет на лечившего Геласия Симеоновского попа Григория «в составных питьях», то есть в умышленном или неумышленном отравлении архиепископа. Поп Григорий показывал: «какая де на нем, архиерее, скорбь была, про тое де скорбь он, поп Григорий, не скажет, потому что за клятвою его, архиерейскою». Один келейник показал, что у Геласия «по всей спине был струп тем подобием, как бывают на ком шолуди, а на лице и на руках у него, архиерея, огнило… а ведает про те скорби, которые в закровенных в тайных местах у него, архиерея, были, другой его ж архиерейский келейник Олфер Григорьев». Но и Олфер видел только «у него, архиерея, на лице и на руках коросты» и показывал на архиерейского духовника игумена Киприана, который будто бы «его архиерейскую скорбь ведал». На этом и кончилось розыскное дело про смерть Геласия.